# فيكتور كريستيانسن
فيكتور كريستيانسن (بالدنماركية: Victor Kristiansen)‏ هو لاعب كرة قدم دنماركي، ولد في 16 ديسمبر 2002.